# Banat de Bosnie
Pour les articles homonymes, voir Bosnie.
1154 – 1377
223 ans, 9 mois et 25 jours
Entités précédentes :
- Empire byzantin

Entités suivantes :
- Royaume de Bosnie

Le banat de Bosnie fut un État médiéval des Balkans entre 1154 et 1377, vassal du royaume de Hongrie. Il prend son indépendance vis-à-vis de la Rascie vers 1154. Bien que les rois hongrois considéraient la Bosnie comme faisant partie des terres de la Couronne hongroise, le Banat de Bosnie était un État indépendant de facto, pour la majeure partie de son existence. Il a été fondé au milieu du XIIe siècle et a existé jusqu'en 1377 avec des interruptions sous la famille Šubić entre 1299 et 1324. En 1377, il fut élevé au rang de royaume. La plus grande partie de son histoire a été marquée par une controverse religieuse et politique autour de l'Église chrétienne bosniaque indigène, condamnée comme hérétique par les églises chrétiennes dominantes de Nicée, à savoir l'Église catholique romaine et l'Église orthodoxe orientale, l'Église catholique étant particulièrement antagoniste et persécutant ses membres à travers les Hongrois.

## Histoire

### Contexte historique
En 1136, Béla II de Hongrie envahit la Bosnie pour la première fois et crée le titre de ban de Bosnie, à l’origine uniquement en tant que titre honorifique pour son héritier Ladislas II de Hongrie.
Durant le XIIe siècle, les souverains en Bosnie ont progressivement gagné en autonomie vis-à-vis de la Hongrie ou de Byzance. En réalité, ces puissances étrangères avaient un faible contrôle effectif de ces régions alors montagneuses et périphériques. En particulier, le ban Borić apparaît comme une figure majeure de la région lorsqu’en 1154 il est l’allié du roi de Hongrie. Il participa aux offensives contre les Byzantins aux côtés de la Hongrie et de la Rascie (Serbie), atteignant le plus au sud la ville de Braničevo.

### Le règne du ban Kulin
Le ban Borić apparaît comme le premier souverain bosniaque connu en 1154, comme un vassal hongrois, qui a participé au siège de Braničevo dans le cadre des forces du roi hongrois En 1167, il a été impliqué dans des offensives contre les Byzantins quand il a fourni des troupes pour les armées hongroises La guerre s'est terminée avec le retrait de l'armée hongroise à la bataille de Sirmium, près de Belgrade en 1167. L'implication de Borić dans la guerre indique que la Bosnie faisait partie du royaume hongrois à cette époque. Les Hongrois demandèrent la paix selon des conditions byzantines et reconnurent le contrôle de l'empire sur la Bosnie, la Dalmatie, la Croatie au sud de la rivière Krka ainsi que la Fruška gora. La Bosnie faisait partie de Byzance de 1167 à 1180, mais comme c'était un pays lointain, la domination sur elle était probablement nominale.

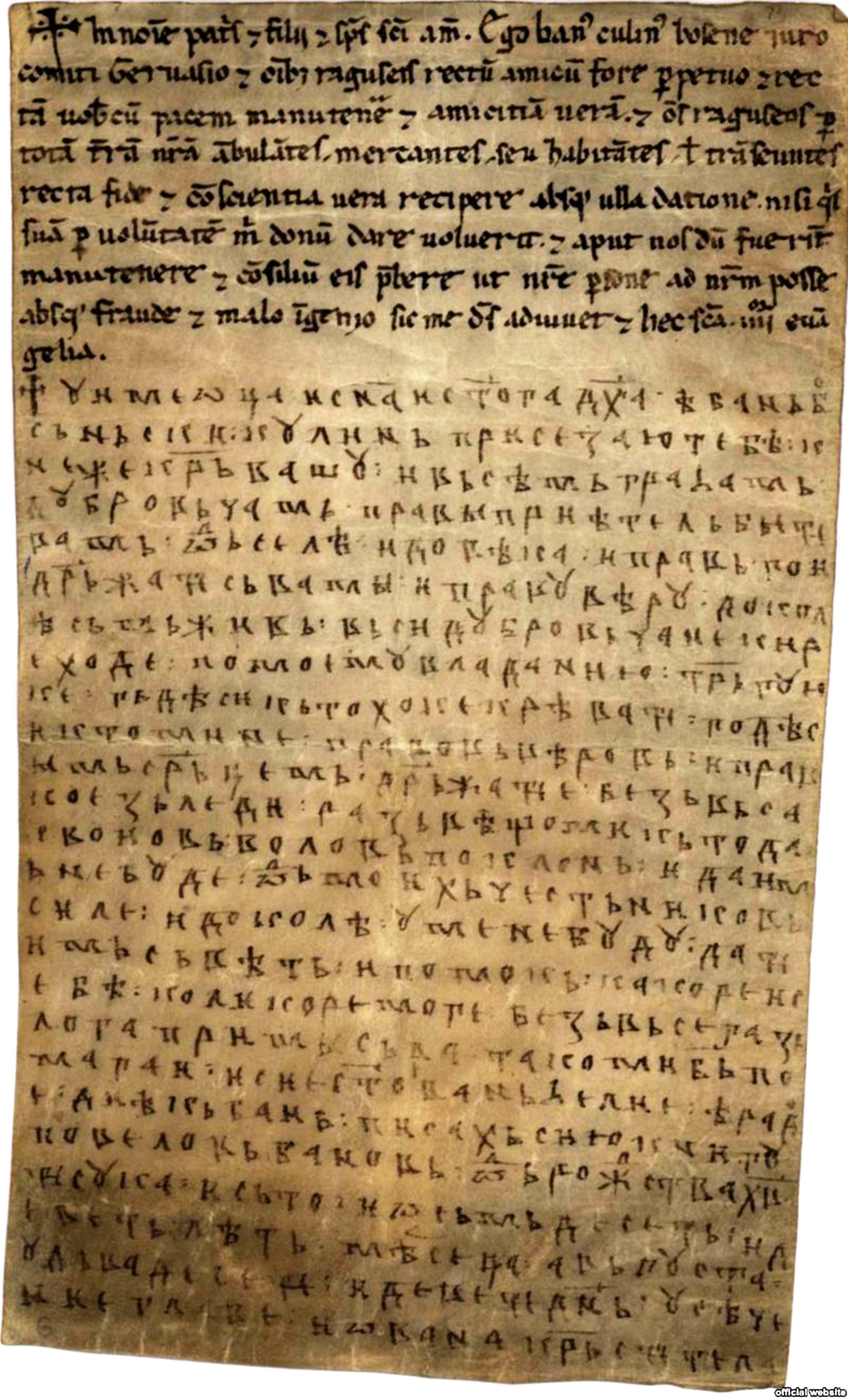
Charte de Ban Kulin, accord commercial entre la Bosnie et la République de Raguse

À l'époque de la mort de l'empereur Manuel Ier Comnène (1180), la Bosnie est gouvernée par le Ban Kulin qui parvient à la libérer de l'influence byzantine grâce à l'alliance avec le roi hongrois Béla III, et avec l'aide du souverain serbe Stefan Nemanja et de son frère Miroslav de Hum, avec qui il mène avec succès une guerre en 1183 contre les Byzantins. Kulin a assuré la paix, bien qu'il ait continué à être un vassal nominal du roi hongrois. Mais il n'y a aucune preuve que les Hongrois aient occupé des zones de Bosnie centrale.
Les émissaires du pape de cette époque s'adressèrent directement à Kulin et le désignèrent comme « seigneur de Bosnie ». Kulin était souvent appelé « veliki ban bosanski » (Grand ban bosniaque) par les contemporains, et par son successeur Matej Ninoslav. Il a eu un effet puissant sur le développement du début de l'histoire bosniaque, sous le règne duquel il existait une ère de paix et de prospérité.
En 1189, Ban Kulin publie le premier document écrit bosniaque, maintenant connu sous le nom de Charte de Ban Kulin, en cyrillique bosniaque, document diplomatique concernant les relations commerciales avec la ville de Raguse (Dubrovnik). Le règne de Kulin a également marqué le début d'une controverse impliquant l'Église bosniaque indigène (une branche du bogomilisme), une secte chrétienne considérée comme hérétique à la fois par l'Église catholique romaine et l'Église orthodoxe orientale. Sous son reigne, l' "ère bosniaque de paix et de prospérité" allait naître.
Le règne de ban Kulin est également marqué par l’accueil des bogomiles chassés de Rascie (Serbie). Le bogomilisme fut un important facteur de développement identitaire en Bosnie, à une époque où celle-ci était sous influence hongroise à l'ouest, serbe à l'est.

### Le temps des guerres et des croisades
Les chefs religieux de Bosnie, qui voyaient d’un mauvais œil l’influence de Rome, remplacèrent donc par la force ce dernier et installèrent à sa place un noble, Matej Ninoslav, ban jusqu’en 1250. Ce renversement provoqua une dégradation des relations avec la Rascie (Serbie) compte tenu des liens entre ban Stjepan Kulinić et la dynastie Nemanjić. Ban Ninoslav, bien que fervent catholique comme ces prédécesseurs, s’opposa progressivement à l’ingérence de Rome. À la même époque, le cousin de ban Ninoslav, Prijezda, se reconvertit au catholicisme après une courte parenthèse bogomile.
En 1234, le roi André II de Hongrie céda le banat de Bosnie au Herceg Coloman de Galicie. De surcroit, le légitime héritier de la maison de Kulinić au titre de ban, Sibislav, prince d’Usora, fils de ban Stjepan Kulinić, attaqua les positions de ban Ninoslav afin de reprendre le contrôle du territoire. Le pape Grégoire IX remplaça en 1235 l’évêque bosnien qu’il considérait comme hérétique par Johannes von Wildeshausen, alors grand maître de l’Ordre des frères pêcheurs, et canonisé après sa mort. Il confirma également Coloman de Galicie en tant que légitime ban de Bosnie. Les croisés emmenés par l’évêque Johannes von Wildeshausen et Coloman de Galicie envahirent la Bosnie et y menèrent une guerre de plusieurs années. Cette guerre profita au ban Matej Ninoslav puisque seul le Comte Sibislav d’Usora prit le parti du pape.

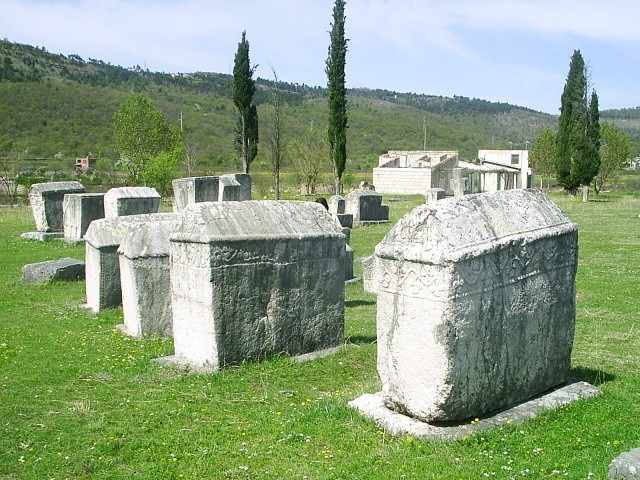
Tombes Bogomiles près de Stolac, Herzégovine

Le ban Ninoslav émit un édit en direction de Raguse statuant qu’il plaçait cette dernière sous son protectorat dans le cas d’une attaque serbe par le roi Stefan Vladislav. Le soutien de Raguse était alors essentiel au ban Ninoslav. Cet édit était également une réponse aux très mauvaises relations entre la Bosnie et la Rascie, puisque contrairement à l’alliance traditionnelle, les Serbes n’envoyèrent aucune aide au ban. Coloman de Galicie donna par la suite le titre de ban au cousin du ban Ninoslav, Prijezda.
En 1241, les Tatars envahirent la Hongrie ce qui contraignit Coloman de Galicie à quitter la Bosnie. Le ban Ninoslav en profita pour reprendre le contrôle effectif du pays tandis que Prijezda s’exilait en Hongrie.
L’édit envers Raguse fut réémis en 1244. Le ban Ninoslav prit part au conflit interne à la Croatie, entre Trogir et Split, en soutien à cette dernière. Le roi Béla IV de Hongrie fut déçu par cette prise de position, la considérant comme une conspiration et envoya un contingent en Bosnie. Le ban Ninoslav réussit néanmoins à obtenir la paix avec le voisin hongrois. En 1248, le ban Ninoslav sauva habilement la Bosnie d’une nouvelle croisade papale réclamée par l’archevêque de Hongrie.
Les fils du ban Ninoslav s’affrontèrent après sa mort pour le titre mais le roi de Hongrie réussit réinstaller Prijezda en tant que ban de Bosnie, de 1250 à 1287.

### Le conflit entre les Kotromanić et les Šubić
Vers 1252 le pape Innocent IV décida de placer l'évêché de Bosnie sous la juridiction hongroise de Kalocsa, mais cette décision déboucha sur un schisme, les catholiques bosniaques refusant de se soumettre à cette décision et rompant de fait les liens avec Rome. Le ban Prijezda persécuta alors sévèrement l’Église de Bosnie. Prijezda Ier est probablement le fondateur de la dynastie des Kotromanić.
À son retrait du pouvoir en 1287, ses fils se partagent la Bosnie. Le ban Prijezda II mourut en 1290 et ses terres revinrent à son frère, le ban Étienne Ier Kotroman.
La succession délicate sur le trône de Hongrie en 1290, installant la dynastie des Capétiens d’Anjou, avive les tensions dans la région, et notamment entre le ban Étienne Ier Kotroman et la noblesse croate. En 1297, le Pape Boniface VIII désigna Charles Robert, alors âgé de douze ans, comme roi de Hongrie sous le nom de Charles Ier. Paul Ier Šubić, un riche noble croate, se déclara alors lui-même Dominus de Bosnie en 1299 et il accorda le titre de ban de Bosnie à son frère Mladen Ier Šubić. Tout le territoire autrefois contrôlé par Kotroman, à l'exception de la région de Donji Kraji (près de l'actuelle ville de Banja Luka), fut placé entre les mains du prince Hrvatin Stjepanić, un vassal des Šubić, la dynastie contrôlant ainsi la plus grande partie de la région.

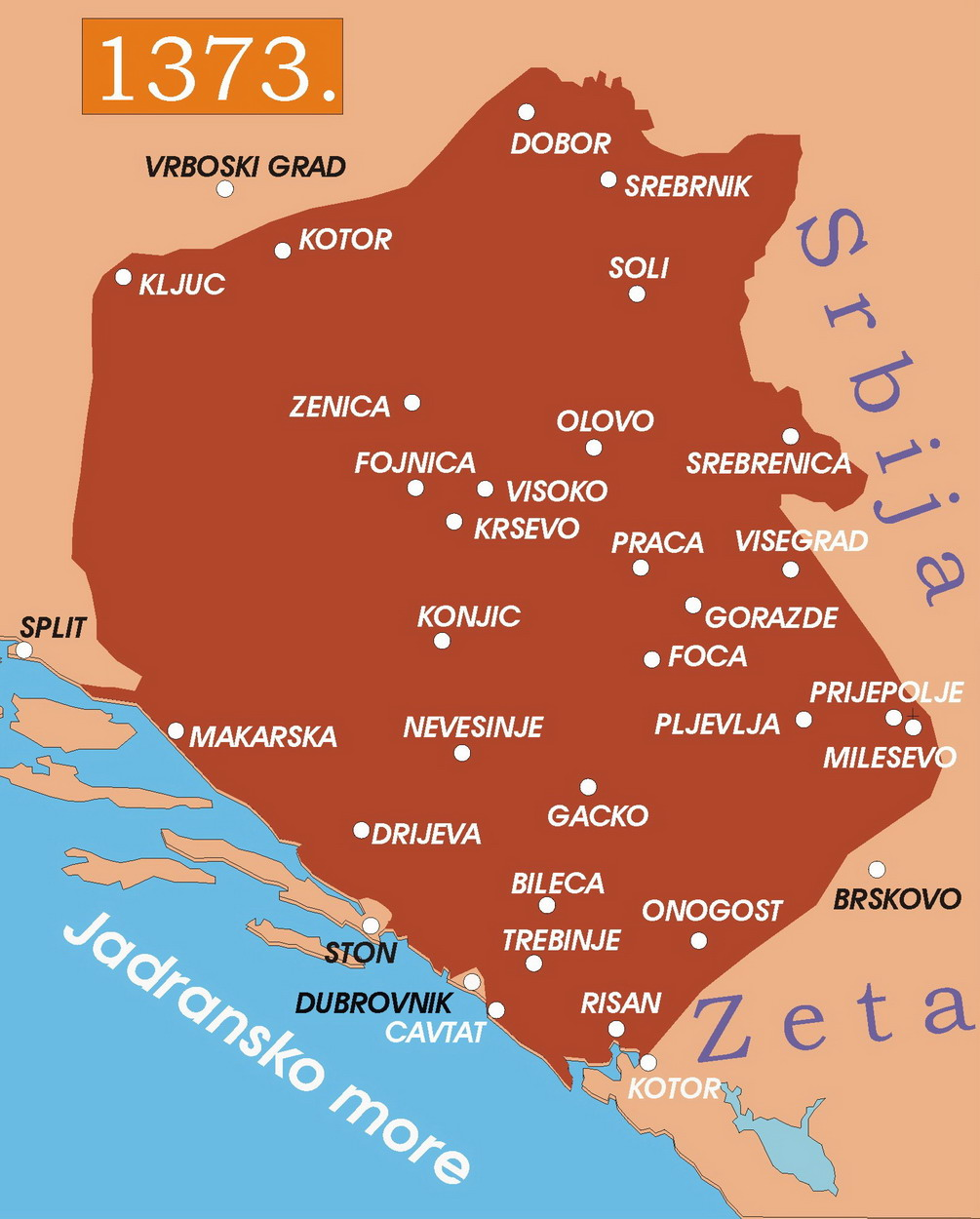
Le banat de Bosnie en 1373, peu avant la création du royaume.

Étienne Kotroman a tout fait pour résister à la montée en puissance des Šubić en Bosnie mais, vers 1302, il dut remettre le contrôle de la région au ban Mladen Ier Šubić. En dépit des difficultés, Kotroman avait réussi à résister mais la guerre se transforma peu à peu en conflit religieux, Mladen Šubić ayant engagé une campagne visant à exterminer les Bogomiles de Bosnie. Cette orientation du conflit joua en faveur de Kotroman, rejoint par de nombreux adeptes de l'hérésie. C’est en combattant les Bogomiles que le ban Mladen Ier Šubić est tué dans un combat en juin 1304. Le ban Étienne Ier Kotroman mourut en 1314, avant d'avoir rétabli son autorité sur la Bosnie. La dynastie bosnienne Kotromanić lui doit son nom.
À la mort de Mladen Ier Šubić, son frère Paul Ier Šubić mène une expédition afin de vaincre la résistance des Bosniaques, à la suite de laquelle il s’attribue le titre de « Seigneur de toute la Bosnie » (totius Bosniae dominus). Son fils, Mladen II Šubić fut ban de Bosnie dès lors, bien que sous la suzeraineté de son père jusqu’en 1312. Afin de restaurer le calme en Bosnie il cède en 1320 le titre de ban à Stjepan II Kotromanić, le représentant de la dynastie rivale.
Le ban Stjepan II Kotromanić (Ban de 1322 à 1353) utilisa pour la première fois le terme « bosnien » pour décrire sa langue dans une lettre datée de 1333. Le ban se convertit finalement au catholicisme en 1347.

### Restauration et expansion
À la fin du XIIIe siècle et vers le premier quart du XIVe siècle, jusqu'à la bataille de Bliska, le banat bosniaque était sous la domination des bans croates de la famille Šubić. Après la défaite à la bataille de Bliska, Mladen II est capturé par Charles Ier qui l'emmène en Hongrie, ce qui déclenche la restauration de la dynastie Kotromanić.
Étienne II fut ban de Bosnie de 1314, mais en réalité de 1322 à 1353 avec son frère, Vladislav Kotromanić en 1326-1353.
En 1326, le ban Étienne II attaque la Serbie dans une alliance militaire avec la république de Raguse et conquiert la Zachlumie (ou Hum), gagnant plus de la côte de la mer Adriatique, de l'embouchure de la Neretva à Konavle, avec des zones importantes de population orthodoxe sous autorité de l'archevêché d'Ohrid et une population mixte orthodoxe et catholique dans les zones côtières et autour de Ston. Il s'étendit également à Završje, y compris les champs de Glamoč, Duvno et Livno. Immédiatement après la mort du roi serbe Étienne Milutine en 1321, il n'eut aucun problème à acquérir ses terres d'Usora et de Soli, qu'il incorpora entièrement en 1324.
En 1329, le ban Étienne II Kotromanić pousse une nouvelle tentative militaire en Serbie, attaquant le seigneur Vitomir de Trebinje et Konavle, mais la majeure partie de sa force est défaite par le jeune roi Dušan qui commande les forces du roi Stefan Dečanski à Priboj. Le cheval du Ban est tué dans la bataille, et il aurait perdu la vie si son vassal Vuk ne lui avait pas donné son propre cheval. Ce faisant, Vuk sacrifie sa propre vie, et est tué par les troupes serbes dans une bataille ouverte. Ainsi, le ban réussit à ajouter Nevesinje et Zagorje à son royaume.
Tout au long de son règne au XIVe siècle, Étienne a dirigé les terres de la Sava à l'Adriatique et de Cetina à la Drina. Il a doublé la taille de son État et est devenu totalement indépendant des pays voisins. Le ban Étienne II a ligué Venise et les rois hongrois l'un contre l'autre, régnant lentement de plus en plus indépendamment et a bientôt initié une conspiration avec certains membres de la noblesse croate et hongroise contre son seigneur lige hongrois et son beau-père.
En 1346, Zadar retourne finalement à Venise, et le roi de Hongrie, voyant qu'il a perdu la guerre, fait la paix en 1348. Le ban de Croatie Mladen II Šubić était très opposé à la politique d’Étienne II, l'accusant de trahison et les relations entre les deux bans se détériorèrent par la suite. En 1342, le vicariat franciscain de Bosnie est créé. Pendant le règne d’Étienne II Kotromanić, les trois Églises (église bosniaque, orthodoxe, catholique) étaient actives dans le Banat bosniaque.

### Le règne de Tvrtko
Tvrtko, cependant, n'avait qu'une quinzaine d'années à l'époque, de sorte que son père Vladislav a gouverné comme régent. Peu après son accession, Tvrtko voyage avec son père dans tout le royaume, pour établir des relations avec ses vassaux. Jelena Šubić, la mère de Tvrtko, a remplacé Vladislav comme régent à sa mort en 1354. Elle se rend immédiatement en Hongrie pour obtenir le consentement du roi Louis Ier, son suzerain, à l'accession de Tvrtko. Après son retour, Jelena a tenu une assemblée (stanak) à Mile, avec mère et fils confirmant les possessions et les privilèges des nobles de « toute la Bosnie, Donji Kraji, Zagorje, et la terre d'Hum ».
Au début de son règne personnel, le jeune Ban a considérablement accru son pouvoir. Bien qu'il insiste constamment sur sa subordination au roi, Tvrtko commence à considérer la loyauté des nobles Donji Kraji envers Louis comme une trahison envers lui-même. En 1363, un conflit éclate entre les deux hommes. En avril, le roi de Hongrie commence à amasser une armée. Une armée dirigée par Louis lui-même attaque Donji Kraji, où la noblesse est divisée dans ses loyautés entre Tvrtko et Louis. Un mois plus tard, une armée dirigée par le Palatin de Hongrie Nicolas Kont et l'archevêque d'Esztergom Nicolas Apáti frappa Usora. Vlatko Vukoslavić déserta vers Louis et lui céda l'importante forteresse de Ključ, mais Vukac Hrvatinić réussit à défendre la forteresse de Soko Grad dans la župa de Pliva, forçant les Hongrois à battre en retraite. En Usora, la forteresse de Srebrenik a résisté à une attaque massive de l'armée royale hongroise, qui a eu l'embarras de perdre le sceau du roi. La défense réussie de Srebrenik marque la première victoire de Tvrtko contre le roi hongrois. L'unité des magnats locaux s'affaiblit dès que les Hongrois furent vaincus, affaiblissant la position de Tvrtko et celle d'une Bosnie unie.
L'anarchie s'intensifia et en février de l'année suivante, les magnats se révoltèrent contre Tvrtko et le détrônèrent. Il fut remplacé par son frère cadet Vuk, Tvrtko et Jelena se réfugièrent à la cour royale hongroise, où ils furent accueillis par l'ancien ennemi et suzerain de Tvrtko, le roi Louis. Tvrtko est retourné en Bosnie en mars et a rétabli le contrôle d'une partie du pays à la fin du mois, y compris les régions de Donji Kraji, Rama (où il résidait alors), Hum et Usora.
Tout au long de l'année suivante, Tvrtko force Vuk vers le sud, le forçant finalement à fuir vers Raguse. Sanko, le dernier soutien de Vuk, se soumit à Tvrtko à la fin de l'été et fut autorisé à conserver ses possessions. Les responsables de Raguse firent un effort pour obtenir la paix entre les frères en conflit, et en 1368, Vuk demanda au pape Urbain V d'intervenir auprès du roi Louis Ier en son nom. Ces efforts furent vains, mais en 1374, Tvrtko s'était réconcilié avec Vuk dans des conditions très généreuses.
La mort de Dušan le Puissant et l'accession de son fils Uroš le Faible, en décembre 1355, fut rapidement suivie par l'effondrement de l'Empire serbe, autrefois puissant et menaçant qui s'est désintégré en seigneuries autonomes qui, par elles-mêmes, n'ont pas pu résister à la Bosnie. Cela a ouvert la voie à l'expansion de Tvrtko vers l'est, mais des problèmes internes l'ont empêché de saisir immédiatement l'occasion.
Au milieu du XIVe siècle, le banat bosniaque atteint son apogée sous le jeune ban Tvrtko Kotromanić, arrivé au pouvoir en 1353 ; il sera lui-même couronné le 26 octobre 1377.

## Économie
Le second dirigeant bosniaque, Ban Kulin, a renforcé l'économie du pays par les traités avec Dubrovnik et Venise en 1189. La Charte de Ban Kulin est un accord commercial entre la Bosnie et la République de Raguse qui régit efficacement les droits commerciaux de Raguse en Bosnie, écrit le 29 août 1189. C'est l'un des plus anciens documents écrits de l'État dans les Balkans et l'un des plus anciens documents historiques écrits à Bosančica.
L'exportation de minerais métalliques et de travail des métaux (principalement l'argent, le cuivre et le plomb) a constitué l'épine dorsale de l'économie bosniaque, car ces produits, ainsi que d'autres comme la cire, l'argent, l'or, le miel et le cuir brut, ont été transportés au-dessus des Alpes dinariques jusqu'au bord de la mer par la Via Narenta, où ils ont été achetés principalement par les Républiques de Raguse et de Venise. L'accès à la Via Narenta était crucial pour l'économie bosniaque, ce qui n'était possible qu'après que le roi Etienne II ait réussi à prendre le contrôle de la route commerciale lors de ses conquêtes de Hum. Les principaux centres commerciaux étaient Fojnica et Podvisoki.

## Religion

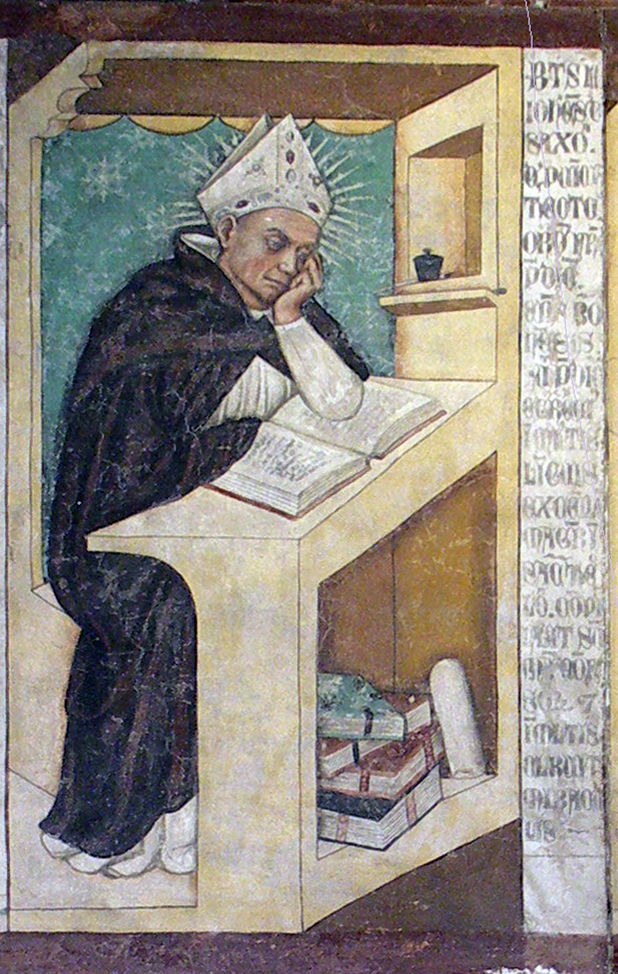
En 1352, Giovanni di Sassonia a réalisé la série des Quarante Dominicains illustres dans la Sala del Capitolo de l'ancien couvent de San Niccolò à Trévise. Chaque portrait mesure environ 150 cm de haut.

Les missions chrétiennes émanant de Rome et de Constantinople ont commencé dans les Balkans au IXe siècle, en christianisant les Slaves du Sud et en établissant des frontières entre les juridictions ecclésiastiques de Rome et de Constantinople. Le schisme Est-Ouest a ensuite conduit à l'établissement du catholicisme romain en Croatie et dans la plus grande partie de la Dalmatie, tandis que l'orthodoxie orientale s'est imposée en Serbie. Entre les deux, la Bosnie montagneuse était théoriquement sous Rome, mais le catholicisme n'a jamais été fermement établi en raison d'une organisation religieuse faible et de mauvaises communications. La Bosnie médiévale est donc restée un « no man's land entre les confessions » plutôt qu'un terrain de rencontre entre les deux Églises, ce qui a conduit à une histoire religieuse unique et à l'émergence d'une « Église indépendante et quelque peu hérétique ».
Alors que la Bosnie est restée au moins nominalement catholique au Haut Moyen Âge, l'évêque de Bosnie était un clerc local choisi par les Bosniaques, puis envoyé à l'archevêque de Raguse uniquement pour l'ordination. Bien que la papauté eut déjà insisté pour utiliser le latin comme langue liturgique, les catholiques bosniaques ont conservé la langue slavonne de l'Église. L'ordre franciscain est arrivé en Bosnie à la fin du XIIIe siècle, dans le but d'éradiquer les enseignements de l'Église bosniaque. Le premier vicariat franciscain en Bosnie a été fondé en 1339-1340. Étienne II Kotromanić a joué un rôle important dans l'établissement du vicariat. En 1385, ils disposaient quatre monastères à Olovo, Mile, Kraljeva Sutjeska et Lašva.

## Liste des bans de Bosnie
- Borić (1154-1163)
- Kulin (ban) (1180-1204)
- Stjepan Kulinić (1204-1232)
- Matej Ninoslav (1232-1250)
- Prijezda Ier (1250-1287)
- Prijezda II (1287-1290)
- Étienne Ier Kotroman (1290-1299)
- Paul Ier Šubić (1299-1302)
- Mladen Ier Šubić (1302-1304)
- Mladen II Šubić (1304-1322)
- Étienne II Kotromanić (1322-1353)
- Stefan Tvrtko Ier de Bosnie (1353-1377)